# 韦恩·阿特曼
韦恩·阿特曼（英語：Wayne Artman，1936年11月24日—2006年11月9日）美国音频工程师。他曾因电影东镇女巫提名奥斯卡最佳音响效果奖。1973年至2000年间，阿特曼参与了超过130部电影的制作。

## 部分影视作品
- 东镇女巫（英语：The Witches of Eastwick (film)） (1987)[1]